# Canthigaster supramacula
Canthigaster supramacula е вид лъчеперка от семейство Tetraodontidae. Видът не е застрашен от изчезване.

## Разпространение
Разпространен е в Гана, Екваториална Гвинея, Кабо Верде, Нигерия и Сао Томе и Принсипи.

## Описание
На дължина достигат до 3,9 cm.